# Sabal × brazoriensis
Espèce
Sabal × brazoriensis est une espèce de plantes à fleurs de la famille des palmiers (Arecaceae). C'est un hybride naturel du genre Sabal. Environ 300 exemplaires de cet hybride de palmier ont été identifiés sur la côte sud du Texas. Sabal × brazoriensis provient probablement des deux espèces Sabal minor et Sabal palmetto . Une autre hypothèse serait que Sabal × brazoriensis soit un hybride de Sabal minor et Sabal mexicana .

## Classification
- Sous-famille des Coryphoideae
  - Tribu des Sabaleae

## Description
Sabal × brazoriensis pousse lentement et ressemble à Sabal minor . Il se distingue des autres espèces de Sabal par sa feuille en éventail très grande, assez plate, et à peine costapalmée. Les pétioles sont typiquement tranchants, lisses et dentés sur le bord. Cet hybride de palmier avec son tronc plus fort et plus haut peut cependant atteindre une hauteur de 9 mètres. Les frondes sont en forme d'éventail et ont l'apparence de celles du Sabal minor. Après la période de floraison en juin, les fruits murissent en fin d'été et au début de l'automne. Ils se distinguent facilement de ceux du Sabal minor par leur plus petite taille.
Au cours de la culture de Sabal x brazoriensis, il est apparu que la résistance au gel provient de Sabal minor et la couleur bleu-vert caractéristique de Sabal mexicana. Cependant, comme plusieurs espèces de Sabal sont présentes dans cette zone, plusieurs croisements sont possibles. Malheureusement, aucune autre information n'est connue sur les autres types d'hybrides. D'un point de vue non scientifique, Sabal x brazoriensis est également appelé Sabal x texensis,.

## Distribution
Jusqu'à présent, on ne connait qu'une seule occurrence de Sabal × brazoriensis, d'environ 300 spécimens dans le comté de Brazoria, au Texas, dans le San Bernard National Wildlife Refuge au sud de Houston.